# Diócesis de Afogados da Ingazeira
La diócesis de Afogados da Ingazeira (en latín: Dioecesis Afogaden(sis) de Ingazeira y en portugués: Diocese de Afogados da Ingazeira) es una circunscripción eclesiástica latina de la Iglesia católica en Brasil, sufragánea de la arquidiócesis de Olinda y Recife. La diócesis tiene al obispo Egidio Bisol como su ordinario desde el 7 de octubre de 2009. 

## Territorio y organización
La diócesis tiene 10 955 km² y extiende su jurisdicción sobre los fieles católicos de rito latino residentes en 19 municipios del estado de Pernambuco: Afogados da Ingazeira, Brejinho, Calumbi, Carnaíba, Flores, Iguaracy, Ingazeira, Itapetim, Mirandiba, Quixaba, Santa Cruz da Baixa Verde, Santa Terezinha, São José do Belmonte, São José do Egito, Serra Talhada, Solidão, Tabira, Triunfo y Tuparetama.
La sede de la diócesis se encuentra en la ciudad de Afogados da Ingazeira, en donde se halla la Catedral del Señor Buen Jesús de los Remedios.
En 2020 en la diócesis existían 24 parroquias.

## Historia
La diócesis fue erigida el 2 de julio de 1956 con la bula Qui, volente Deo del papa Pío XII, obteniendo el territorio de la diócesis de Pesqueira.
El 9 de agosto de 1957, con la carta apostólica Quae Apostolicae, el papa Pío XII proclamó a santa María Magdalena patrona principal de la diócesis.

## Estadísticas
De acuerdo al Anuario Pontificio 2021 la diócesis tenía a fines de 2020 un total de 373 700 fieles bautizados.
| Año                                                                             | Población            | Población | Población      | Sacerdotes | Sacerdotes    | Sacerdotes    | Bautizados por sacerdote | Diáconos permanentes | Religiosos | Religiosos | Parroquias |
| Año                                                                             | Bautizados católicos | Total     | % de católicos | Total      | Clero secular | Clero regular | Bautizados por sacerdote | Diáconos permanentes | Varones    | Mujeres    | Parroquias |
| ------------------------------------------------------------------------------- | -------------------- | --------- | -------------- | ---------- | ------------- | ------------- | ------------------------ | -------------------- | ---------- | ---------- | ---------- |
| 1957                                                                            | ?                    | 320 000   | ?              | 22         | 22            |               | ?                        |                      |            |            | 9          |
| 1966                                                                            | 280 000              | 280 000   | 100.0          | 10         | 10            |               | 28 000                   |                      | 4          | 48         | 9          |
| 1970                                                                            | 252 000              | 280 000   | 90.0           | 18         | 13            | 5             | 14 000                   |                      | 5          | 36         | 12         |
| 1976                                                                            | 277 200              | 280 000   | 99.0           | 12         | 8             | 4             | 23 100                   |                      | 5          | 38         | 12         |
| 1980                                                                            | 300 900              | 304 000   | 99.0           | 14         | 11            | 3             | 21 492                   |                      | 5          | 32         | 12         |
| 1990                                                                            | 356 000              | 363 000   | 98.1           | 16         | 14            | 2             | 22 250                   |                      | 4          | 31         | 13         |
| 1999                                                                            | 379 000              | 391 000   | 96.9           | 21         | 19            | 2             | 18 047                   | 4                    | 2          | 31         | 17         |
| 2000                                                                            | 385 000              | 397 000   | 97.0           | 22         | 20            | 2             | 17 500                   | 4                    | 2          | 39         | 18         |
| 2001                                                                            | 332 612              | 338 648   | 98.2           | 23         | 21            | 2             | 14 461                   | 4                    | 2          | 29         | 20         |
| 2002                                                                            | 385 000              | 397 000   | 97.0           | 24         | 22            | 2             | 16 041                   | 6                    | 2          | 29         | 20         |
| 2003                                                                            | 308 365              | 342 666   | 90.0           | 24         | 22            | 2             | 12 848                   | 7                    | 2          | 30         | 20         |
| 2004                                                                            | 318 059              | 342 207   | 92.9           | 25         | 21            | 4             | 12 722                   | 8                    | 4          | 39         | 20         |
| 2006                                                                            | 323 000              | 348 000   | 92.8           | 27         | 25            | 2             | 11 962                   | 8                    | 3          | 29         | 20         |
| 2012                                                                            | 349 000              | 374 000   | 93.3           | 29         | 28            | 1             | 12 034                   | 8                    | 2          | 26         | 24         |
| 2015                                                                            | 358 000              | 383 000   | 93.5           | 38         | 36            | 2             | 9421                     | 6                    | 3          | 23         | 24         |
| 2018                                                                            | 367 930              | 393 320   | 93.5           | 38         | 36            | 2             | 9682                     | 11                   | 3          | 26         | 24         |
| 2020                                                                            | 373 700              | 399 475   | 93.5           | 38         | 37            | 1             | 9834                     | 10                   | 2          | 26         | 24         |
| Fuente: Catholic-Hierarchy, que a su vez toma los datos del Anuario Pontificio. |                      |           |                |            |               |               |                          |                      |            |            |            |

## Episcopologio
- João José da Mota e Albuquerque † (4 de enero de 1957-28 de febrero de 1961 nombrado obispo de Sobral)
- Francisco Austregésilo de Mesquita Filho † (25 de mayo de 1961-13 de junio de 2001 retirado)
- Luis Gonzaga Silva Pepeu, O.F.M.Cap. (13 de junio de 2001-11 de junio de 2008 nombrado arzobispo de Vitória da Conquista)
- Egidio Bisol, desde el 7 de octubre de 2009